# Vương Kính
Vương Kính ( tiếng Trung: 王劲; 12 tháng 12 năm 1926 - 6 tháng 2 năm 2020) là một nhà khảo cổ học người Trung Quốc có trọng tâm nghiên cứu là các địa điểm thời tiền sử ở đồng bằng Giang Hán . Là một trong những nhà nữ khảo cổ học đầu tiên của Trung Quốc, bà là thành viên của nhóm khám phá nền Văn hóa Khuất Gia Lĩnh thời kỳ đồ đá mới . Sau đó, bà đã lãnh đạo cuộc khai quật các địa điểm lớn bao gồm mỏ đồng cổ Đồng Lục Sơn và di chỉ Bàn Long Thành thời nhà Thương . Bà từng là lãnh đạo Đội Khảo cổ học tỉnh Hồ Bắc, Phó Giám đốc Bảo tàng tỉnh Hồ Bắc và Chủ tịch Hiệp hội Khảo cổ học Hồ Bắc.

## Sự nghiệp
Vương Kính sinh ngày 12 tháng 12 năm 1926 tại Hoàng Bi, Hồ Bắc, Trung Hoa Dân Quốc.  Bà tốt nghiệp Trường Sư phạm Nữ sinh số 2 Hồ Bắc năm 1949.。
Bà làm việc tại Bảo tàng tỉnh Hồ Bắc từ năm 1954 và tham gia chương trình đào tạo khảo cổ học do Bộ Văn hóa, Viện khảo cổ Viện Khoa học xã hội Trung Quốc và khoa lịch sử Đại học Bắc Kinh phối hợp thực hiện.
Bà là một trong những nhà nữ khảo cổ học đầu tiên của Trung Quốc tham gia cuộc khai quật khảo cổ học ở đồng bằng Giang Hán và phát hiện ra nền văn hóa Khuất Gia Lĩnh thời kỳ đồ đá mới; sau đó bà đã tham gia khai quật Di chỉ Thạch Gia Hà ở Thiên Môn, Phương Ưng Đài ở Vũ Xương và Mao Gia Chủy ở Kỳ Xuân.
Sau đó, bà lãnh đạo Đội khảo cổ tỉnh Hồ Bắc khai quật mỏ đồng cổ Đồng Lục Sơn ở Đại Dã , di chỉ Bàn Long Thành thời nhà Thương ở Hoàng Bi, di chỉ Thất Lý Hà ở huyện Phòng, và Lăng mộ Mã Sơn số 1 ở Giang Lăng. Từ năm 1980 đến năm 1996 bà giữ chức vụ Phó Giám đốc Bảo tàng tỉnh Hồ Bắc và Chủ tịch Hiệp hội Khảo cổ học Hồ Bắc. Năm 1989, bà làm cố vấn cho Bảo tàng tỉnh Hồ Bắc. Bà nghỉ hưu năm 1990. Năm 1993, bà làm cố vấn cho Hiệp hội Nghiên cứu Vũ Hán.
Vào ngày 6 tháng 2 năm 2020, bà qua đời vì bệnh lao cột sống ngực ở Vũ Hán, thọ 93 tuổi.

## Đóng góp
Trọng tâm nghiên cứu chính của bà là các di chỉ thời tiền sử ở đồng bằng Giang Hán. Công trình tiên phong của bà đã giúp thiết lập khuôn khổ của các nền văn hóa thời kỳ đồ đá mới ở khu vực trung lưu sông Dương Tử. Bà đã khám phá sự tương tác văn hóa giữa Trung Nguyên và vùng Dương Tử, đồng thời giúp hiểu sâu hơn về công nghệ luyện kim của Trung Quốc cổ đại.